# Filosofie van de fysica
De filosofie van de fysica is een tak van de wetenschapsfilosofie die zich bezint over de concepten, methodes en theorieën van de natuurwetenschappen, en meer in het bijzonder van de fysica.
Tot het onderzoeksveld van de moderne filosofie van de fysica behoren onder meer de grondslagen van de kwantummechanica en het ruimtetijd-concept van de natuurkunde.
De Nederlander Bas van Fraassen heeft verschillende publicaties over de filosofie van de fysica op zijn naam staan. Een bekende Belgische filosoof die zich met deze tak van filosofie heeft beziggehouden is Leo Apostel.

## Filosofie van ruimte en tijd
Het bestaan en de aard van ruimte en tijd (of ruimte-tijd) zijn centrale onderwerpen in de filosofie van de natuurkunde.

### Tijd
Tijd wordt vaak beschouwd als een fundamentele grootheid. Dat wil zeggen, een grootheid die niet gedefinieerd kan worden in termen van andere grootheden. Omdat tijd een fundamenteel basisbegrip lijkt, lijkt het zo dat het niet gedefinieerd kan worden in termen van iets eenvoudigers. Bepaalde theorieën zoals loopkwantumzwaartekracht beweren echter dat ruimtetijd emergent is.

### Tijdreizen
Sommige theorieën, zoals de algemene relativiteitstheorie], suggereren dat geschikte meetkundes van ruimtetijd, of bepaalde soorten bewegingen in de ruimte, tijdreizen naar het verleden en de toekomst mogelijk maken. Concepten die helpen bij een dergelijk begrip zijn onder andere de gesloten tijdachtige kromme.

### Ruimte
Ruimte is een van de weinige fundamentele grootheden in de natuurkunde, wat betekent dat het niet gedefinieerd kan worden via andere grootheden omdat er op dit moment niets fundamentelers bekend is. Net als bij de definitie van andere fundamentele grootheden (zoals tijd en massa) wordt ruimte dus gedefinieerd via metingen. Op dit moment wordt het standaard ruimte-interval, een standaardmeter of simpelweg meter genoemd, gedefinieerd als de afstand die licht in een vacuüm aflegt gedurende een tijdsinterval van 1/299792458 van een seconde.
In de klassieke natuurkunde is de ruimte een driedimensionale euclidische ruimte waarin elke positie kan worden beschreven met behulp van drie coördinaten en geparametriseerd door tijd. De speciale en algemene relativiteit gebruiken een ruimtetijd van vier dimensies in plaats van drie dimensies. Er zijn ook veel speculatieve theorieën die meer dan vier ruimtelijke dimensies gebruiken.

## Filosofie van de kwantummechanica
Kwantummechanica is een belangrijk aandachtspunt in de hedendaagse filosofie van de fysica, met name wat betreft de juiste interpretatie van kwantummechanica. In het algemeen is veel van het filosofische werk dat wordt gedaan in de kwantumtheorie erop gericht om superpositietoestanden te begrijpen. Dit is de eigenschap dat deeltjes niet alleen maar op één bepaald moment in één bepaalde positie lijken te zijn, maar tegelijkertijd ergens 'hier' en ook 'daar' zijn. Zo'n radicale kijk zet veel metafysische ideeën op hun kop. Een groot deel van de hedendaagse filosofie van de kwantummechanica is gericht op het begrijpen van wat het zeer empirisch succesvolle formalisme van de kwantummechanica ons vertelt over de fysieke wereld.

### Onzekerheidsprincipe
Het onzekerheidsprincipe is een wiskundige relatie die een bovengrens stelt aan de nauwkeurigheid van de gelijktijdige meting van een willekeurig paar geconjugeerde variabelen, bijvoorbeeld positie en momentum. In het formalisme van de operatornotatie is deze limiet de evaluatie van de commutator van de overeenkomstige operatoren van de variabelen.
Het onzekerheidsprincipe ontstond als antwoord op de vraag: hoe meet men de plaats van een elektron rond een kern als een elektron een golf is? Toen de kwantummechanica werd ontwikkeld, werd het gezien als een relatie tussen de klassieke en kwantumbeschrijvingen van een systeem met behulp van golfmechanica.

### Lokaliteit en verborgen variabelen
De stelling van Bell is een term die een aantal nauw verwante resultaten in de natuurkunde omvat, die allemaal bepalen dat kwantummechanica onverenigbaar is met lokale verborgen-variabele theorieën gegeven een aantal basisaannames over de aard van metingen. "Lokaal" verwijst hier naar het localiteitsprincipe, het idee dat een deeltje alleen beïnvloed kan worden door zijn directe omgeving en dat interacties bemiddeld door fysische velden zich niet sneller kunnen voortplanten dan de lichtsnelheid. "Verborgen variabelen" zijn vermeende eigenschappen van kwantumdeeltjes die niet in de theorie zijn opgenomen, maar desondanks de uitkomst van experimenten beïnvloeden. In de woorden van natuurkundige John Stewart Bell, naar wie deze familie van resultaten is genoemd: "Als [een verborgen-variabelen theorie] lokaal is, zal het niet overeenkomen met kwantummechanica, en als het overeenkomt met kwantummechanica zal het niet lokaal zijn."

### Interpretatie van de kwantummechanica
In maart 1927 formuleerde Werner Heisenberg het onzekerheidsprincipe en legde daarmee de basis voor wat bekend werd als de Kopenhaagse interpretatie van de kwantummechanica. Heisenberg werkte toen in het instituut van Niels Bohr. Heisenberg had de artikels van Paul Dirac en Pascual Jordan bestudeerd. Hij ontdekte een probleem met de meting van basisvariabelen in de vergelijkingen. Zijn analyse toonde aan dat onzekerheden, of onnauwkeurigheden, altijd opdagen als men probeerde om de positie en het momentum van een deeltje te meten op hetzelfde moment. Heisenberg concludeerde dat deze onzekerheden of onnauwkeurigheden in de metingen niet de schuld waren van de experimentator, maar fundamenteel van aard waren en inherente wiskundige eigenschappen zijn van operatoren in de kwantummechanica die voortvloeien uit definities van deze operatoren.
De term "Kopenhaagse interpretatie" is enigszins losjes gedefinieerd, omdat veel natuurkundigen en natuurfilosofen soortgelijke maar niet identieke opvattingen over kwantummechanica naar voren hebben gebracht. Het wordt voornamelijk geassocieerd met Heisenberg en Bohr, ondanks hun filosofische verschillen. Gemeenschappelijke kenmerken van de Kopenhagen-type interpretaties zijn onder andere het idee dat kwantummechanica intrinsiek onbepaald is, met waarschijnlijkheden berekend met behulp van de Born-regel, en het principe van complementariteit, dat stelt dat objecten bepaalde paren van complementaire eigenschappen hebben die niet allemaal tegelijkertijd kunnen worden waargenomen of gemeten. Bovendien is de handeling van het "waarnemen" of "meten" van een object onomkeerbaar, en kan er geen waarheid worden toegekend aan een object, behalve volgens de resultaten van de meting. Interpretaties van het Kopenhagen-type stellen dat kwantumbeschrijvingen objectief zijn, in die zin dat ze onafhankelijk zijn van willekeurige factoren in de geest van de fysicus.
De veel-werelden-interpretatie van de kwantummechanica beweert dat de golffunctie van een kwantumsysteem ons beweringen vertelt over de werkelijkheid van dat fysieke systeem. Deze interpretatie ontkent de ineenstorten van de golffunctie en beweert dat superpositietoestanden letterlijk geïnterpreteerd moeten worden als een beschrijving van de werkelijkheid van vele werelden waarin objecten zich bevinden, en niet slechts als een indicatie van de onbepaaldheid van die variabelen. Dit wordt soms beargumenteerd als een uitvloeisel van het wetenschappelijk realisme, dat stelt dat wetenschappelijke theorieën tot doel hebben ons letterlijk ware beschrijvingen van de wereld te geven.

## Filosofie van de thermische en statistische fysica
De filosofie van thermische en statistische fysica is dat deel van de filosofie van de fysica waarvan het onderwerp een bundeling is van klassieke thermodynamica, statistische mechanica en verwante theorieën. De centrale vragen zijn onder andere: wat is entropie en wat zegt de tweede wet van de thermodynamica hierover? Wat is de juiste oplossing van de demonenparadox van Maxwell? Bevat de thermodynamica of de statistische mechanica een element van tijdomkeerbaarheid? Zo ja, wat vertelt de statistische mechanica ons over de pijl van de tijd? Wat is de aard van de [waarschijnlijkheden die in de statistische mechanica voorkomen?